# Stalingrad (pel·lícula de 2013)
|  | Aquest article tracta sobre la pel·lícula de 2013 dirigida per Fiòdor Bondartxuk. Si cerqueu altres pel·lícules homònimes, vegeu «Stalingrad (pel·lícula)». |

Stalingrad (en rus: Сталинград) és una pel·lícula bèl·lica i dramàtica russa de 2013, dirigida per Fiòdor Bondartxuk. Es tracta de la primera producció cinematogràfica del país a ser rodada amb tecnologia IMAX 3D i narra la història de la batalla de Stalingrad des del punt de vista dels soldats i civils de la ciutat.
L'estrena va tenir lloc el 27 de setembre de 2013 a Volgograd (nom actual de la ciutat de Stalingrad) i al mes següent, a escala nacional, abans de ser publicada al mercat estranger en els mesos següents. El 2013, la producció va ser candidata per a representar a Rússia en la 86a edició dels Premis Oscar en la categoria de millor pel·lícula de parla no anglesa, però no va ser nominada.

## Argument
Un grup de soldats de l'Exèrcit Roig, liderats pel comandant Gromov (Piotr Fiódorov), inicien una missió de reconeixement per a aplanar el terreny a les tropes soviètiques a través del Volga amb l'objectiu de reprendre Stalingrad. Una vegada arriben, i al costat d'altres soldats i marins russos, ocupen un edifici on s'hi troba la Kàtia, una jove de 19 anys i única supervivent del recinte, a qui tots els soldats desitgen protegir. A continuació, comença una batalla entre tropes alemanyes i soviètiques pel control de l'edifici. Mentrestant, el comandant de la Wehrmacht: Peter Kahn (Thomas Kretschmann) s'enamora de la Maixa (Ianina Studílina), una de les civils d'un altre edifici controlat pels alemanys.

## Repartiment
- Piotr Fiódorov com a capità Gromov
- Dmitri Lissènkov com a fractirador Txvanov
- Aleksei Barabaix com a oficial d'intel·ligència Aleksandr Nikiforov
- Andrei Smoliakov com a sergent d'artilleria Poliakov
- Serguei Bondartxuk Jr. com a tinent Serguei Astakhov
- Oleg Volku com a suboficial en cap Krasnov
- Philippe Reinhardt com a Gottfried
- Georges Devdariani com a Klose
- Ianina Studílina com a Maixa
- Maria Smolnikova com a Kàtia
- Thomas Kretschmann com a capità Peter Kahn
- Heiner Lauterbach com a coronel Henze
- Polina Raikina com a Natashka
- Iuri Nazàrov com a espia

## Producció

### Rerefons

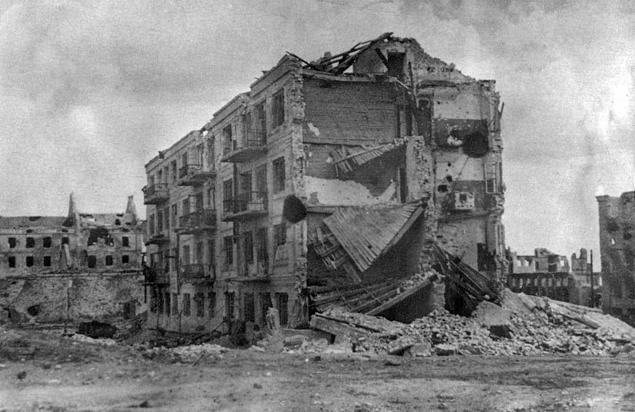
L'edifici de la pel·lícula es va basar en la Casa de Pàvlov, afectada durant la 2a Guerra Mundial.

El guió d'Ilià Tilkin no està basat en fonts literàries, no obstant això, va fer un estudi exhaustiu dels diaris dels contendents de la batalla de Stalingrad així com arxius guardats en museus, documents i memòries.
A diferència de les pel·lícules anteriors de 1990 i 1993, l'argument se centra en una història d'amor en temps de guerra, el qual deixa el combat en un segon pla. L'acció té lloc el 1942 durant l'Operació Barba-roja. Després de fallar en el seu intent per travessar el Volga amb l'objectiu de llançar una contraofensiva als alemanys, les tropes soviètiques es veuen forçades a la retirada. Malgrat tot, un reduït grup de soldats aconsegueix passar a l'altre costat i resguardar-se en un edifici en el qual es troba una dona que ha estat incapaç d'escapar de tots dos fronts.
A part de l'esdeveniment bèl·lic que va tenir lloc en la història, la pel·lícula se centra en la humanitat dels soldats en enamorar-se d'una dona en temps de guerra i de protegir-la costi el que costi. El disseny de l'edifici està inspirat a la Casa de Pàvlov, un dels edificis afectats per la guerra i símbol d'aquesta. Al cap de pocs dies de començar el rodatge, el guió va ser reescrit pel director i guionista Serguei Snejkin.

### Rodatge
La primera part del rodatge va començar a la tardor de 2011 i va durar disset dies. En aquest temps es van rodar dues escenes diferents de la batalla en la qual van participar 900 extres al costat d'artistes experts en història. El procés principal va començar a la fi de maig de 2012 i va finalitzar dos mesos després. Els escenaris (especialment, la ciutat de Stalingrad) es van construir en l'antiga fàbrica Krasny Treugolnik de Sant Petersburg i el Tercer Front del Nord prop de Kronstadt. Cada set recrea el centre de la ciutat i la llera oriental del Volga sent recreada a escala per a mostrar la gran contesa. El pressupost de la producció va ser de 120 milions de rubles i la construcció dels decorats va trigar sis mesos. El film va ser produït en tres formats: 3D, Imax 3D i 2D amb equipament proporcionat per la companyia de Hollywood: 3ALITY.
Bondartxuk va declarar que «La raó per la qual vaig decidir seguir en aquest projecte va ser la història de la batalla que va succeir. Des de Stalingrad d'Antony Beevor i V okopakh Stalingrada ('A les trinxeres de Stalingrad') de Víktor Nekràssov a Das Geduldige Fleisch de Wilhelm Heinrich i Vida i destí de Vassili Grossman».
La pel·lícula es va rodar tant en rus com en alemany sense necessitat de doblar els diàlegs dels alemanys. A canvi es van afegir subtítols en lloc del voice-over habitual en les pel·lícules estrangeres que s'estrenen a Rússia. Bondartxuk i Kretschmann ja van participar amb anterioritat a la pel·lícula de 1990 dirigida Iuri Ózerov i la de 1993 dirigida per Joseph Vilsmaier, respectivament.

## Recepció
Les crítiques rebudes van ser dispars. Va ser lloada pels efectes visuals, so, música i interpretació, però al mateix temps criticada per la direcció i el fil argumental del film. Des de Kritikanstvo.ru van puntuar la producció amb un 63% de nota, igual que en altres mitjans de comunicació com Rossíiskaia Gazeta, Vedomosti, Izvéstia, Kommersant i Ekspert on van realitzar crítiques positives. D'altra banda, en mitjans com Argumenty i Fakty o Ogoniok, les ressenyes van ser negatives. Alguns crítics van argumentar estar «decebuts» per la «falta de patriotisme» de la trama en veure com no s'homenatjava els «herois de la batalla de Stalingrad» quedant relegats a un segon pla enfront del romanç de la trama.
Segons VTsIOM, el llargmetratge va ser considerat la «pel·lícula de l'any el 2013» amb un 12% de vots favorables superant amb folgança la pel·lícula dramàtica i esportiva: Legenda Nº17.

### Taquilla
La pel·lícula va obtenir un gran èxit de taquilla sent una de les pel·lícules més vistes de la Rússia contemporània després de recaptar 51,7 milions de dòlars en taquilla. També va ser la més rendible de la setmana després de recaptar 16,12 milions de dòlars en la seva setmana d'estrena.